# 106-os busz (Budapest)
A budapesti 106-os jelzésű autóbusz a Göncz Árpád városközpont metróállomás és a Római úti lakótelep, Varsa utca között közlekedik. A viszonylatot a Budapesti Közlekedési Zrt. üzemelteti.

## Története
1989. január 2-án 106-os jelzéssel indítottak új járatot Óbuda, Bogdáni út és a Római úti lakótelep között körforgalomban (kijelölt végállomás Kadosa utca). Útvonalát 1990. július 1-jén az Árpád híd metróállomásig (ma Göncz Árpád városközpont) hosszabbították meg. 2003. október 1- én forgalmi okok miatt a Római úti lakótelepi végállomása átkerült a Varsa utcához.
2013. január 26- ától a 34-es buszokhoz hasonlóan a Sujtás utcába is betér.
Az M3-as metró felújítása miatt 2017. november 4-étől 2019. március 29-éig meghosszabbított útvonalon, a Lehel térig közlekedett.
2023. március 20. és május 22. között a metrófelújítás utolsó fáziásában ismét a Lehel tér metróállomásig meghosszabbítva közlekedett.
2024. február 5-étől este 20 óra után az autóbuszokra csak az első ajtón lehet felszállni.
2025. március 1-jétől a Flórián téri felüljáró felújítása miatt a Göncz Árpád városközpont M felé közlekedő buszok a Pacsirtamező utcában kialakított visszafordítón keresztül érik el az Árpád hidat, megállva a déli irányú Flórián tér megállóban. A Szentlélek tér H megállót nem érintik. A Békásmegyer felé közlekedő buszok útvonala sem változott.

## Útvonala
| Római úti lakótelep, Varsa utca felé |
| Göncz Árpád városközpont M vá. – Róbert Károly körút – Árpád híd – Szentendrei út – Záhony utca – Sujtás utca – Keled út – Szentendrei út – Monostori út – Palicsi utca – Kadosa utca – Római úti lakótelep, Varsa utca vá. |
| Göncz Árpád városközpont metróállomás felé |
| Római úti lakótelep, Varsa utca vá. – Kadosa utca – Nánási út – Pók utca – Szentendrei út – Flórián téri felüljáró – Árpád híd – Róbert Károly körút – Göncz Árpád városközpont M vá.                                       |

## Megállóhelyei
| 0  | Göncz Árpád városközpont M végállomás      | 19 | ing 1, 1A 26, 32, 34, 120 800, 815, 820, 821, 830, 832, 840, 848                |
| 0  | Göncz Árpád városközpont M                 | 17 | ing 1, 1A 26, 32, 34, 120 800, 815, 820, 821, 830, 832, 840, 848                |
| 1  | Népfürdő utca / Árpád híd                  | 15 | 1, 1A 79 15, 26, 34                                                             |
| 2  | Margitsziget / Árpád híd                   | 14 | 26, 34, 226                                                                     |
| 3  | Szentlélek tér H                           | 13 | 1, 1A 29, 34, 118, 134, 137, 218, 226, 237                                      |
| 5  | Flórián tér                                | ∫  | 9, 34, 111, 118, 134, 137, 218, 226, 237 800, 815, 820, 821, 830, 832, 840, 848 |
| 6  | Raktár utca                                | 11 | 9, 34, 111, 118, 134, 226                                                       |
| 7  | Bogdáni út                                 | 10 | 9, 34, 111, 118, 134, 226                                                       |
| 9  | Kaszásdűlő H                               | 8  | 34, 134, 226                                                                    |
| 10 | Záhony utca                                | 6  | 34, 134                                                                         |
| 11 | Sujtás utca                                | ∫  |                                                                                 |
| 13 | Aquincum H                                 | 4  | 34, 134 S72 Z72 S76 (Aquincum megállóhely)                                      |
| 14 | Római tér                                  | ∫  | 34, 134                                                                         |
| 15 | Monostori út                               | ∫  |                                                                                 |
| 17 | Kadosa utca                                | ∫  |                                                                                 |
| ∫  | Pók utca                                   | 3  |                                                                                 |
| ∫  | Silvanus sétány                            | 2  |                                                                                 |
| ∫  | Nánási út                                  | 1  |                                                                                 |
| 18 | Római úti lakótelep, Varsa utca végállomás | 0  |                                                                                 |

## Képgaléria

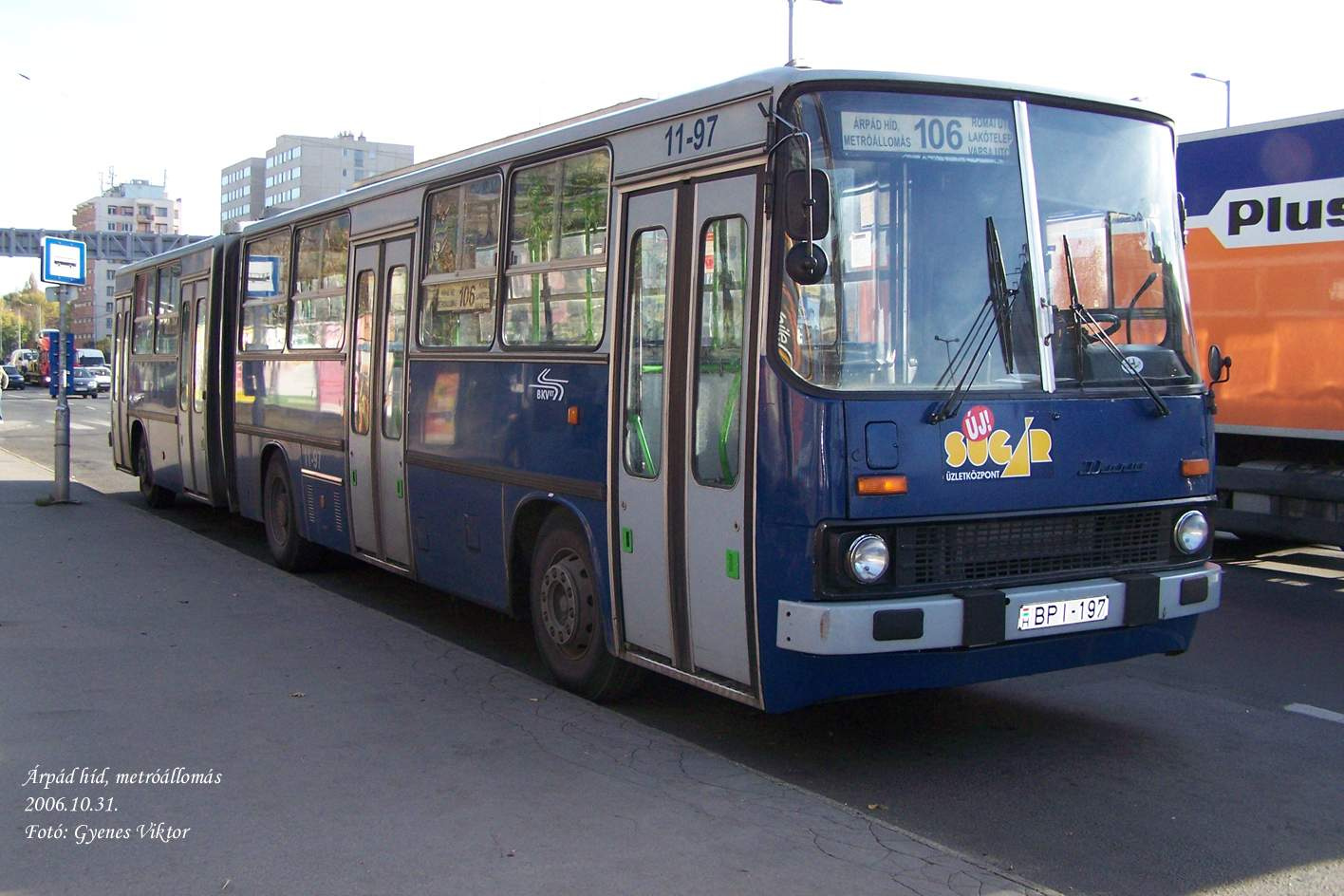
Ikarus 280-as busz az Árpád hídi végállomásnál 2006-ban
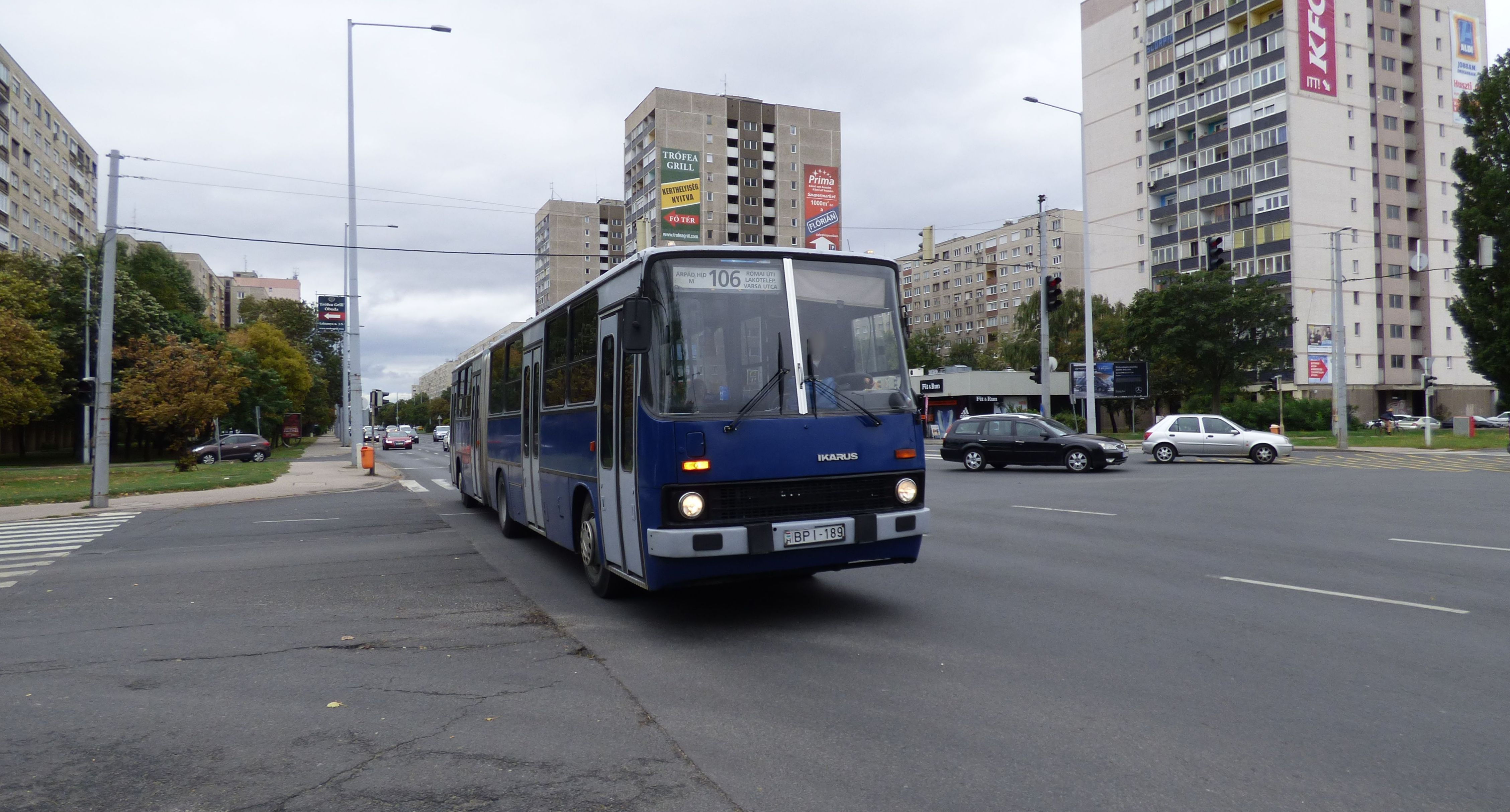
Pótlóbusz a Szentendrei úton a Bogdáni út megállóhely előtt 2017-ben